# 香港島專線小巴28線
香港島專線小巴28線是香港一條由景益有限公司（英文：General Elite Limited）營辦的來往上碧瑤灣和銅鑼灣的小巴路線，而其輔助線28S，兩者的分別之處是前者往銅鑼灣方向駛經中環，而28S往銅鑼灣方向則從堅道經上亞厘畢道直接駛往堅尼地道，不駛經中環。兩路線為現時僅有途經全段堅尼地道之公共交通路線。
此外，本線設有支線28M，是28路的區間車，循環來往碧瑤灣上及香港大學站，提供碧瑤灣與沙宣道沿線的居民到香港大學站接駁港鐵的功能。

## 簡介及歷史
- 1980年5月4日：28線投入服務[1][2]
- 2012年8月27日：28S投入服務。[3]
- 不遲於2016年2月：營辦商自行分拆區間線28M，由碧瑤灣（上）往港鐵香港大學站。
- 2018年6月25日：28線由碧瑤灣（上）開往銅鑼灣（新會道）的班次：
  - 改為只於平日早上繁忙時段提供服務，開出時間為08:30、08:45及09:00，其餘時段為28S線所全面取代；[4]
  - 改行上亞厘畢道、花園道及德輔道中往雪廠街，不再途經奧卑利街、荷李活道及雲咸街。
  - 開辦28A線，為維持下午繁忙時間由中環往堅尼地道和銅鑼灣的服務。

## 行車路線
28（S）
- 往銅鑼灣方向，駛經：上碧瑤灣通道、域多利道、沙宣道、薄扶林道、天橋、般咸道、堅道、上亞厘畢道、花園道、德輔道中、雪廠街、遮打道、美利道、金鐘道、紅棉路、支路／、天橋、堅尼地道、皇后大道東、摩理臣山道、禮頓道、希慎道及新會道。
- 往碧瑤灣方向，駛經：新會道、禮頓道、恩平道、希慎道、禮頓道、摩理臣山道、(黃泥涌道)、皇后大道東、堅尼地道、天橋、上亞厘畢道、堅道、般咸道、薄扶林道、沙宣道、域多利道、下碧瑤灣通道、域多利道及上碧瑤灣通道。

28線駛經藍字街道，而28S線則駛經橙字街道。跑馬地馬場舉行賽馬時28線駛經綠字街道。
28M
- 途經：碧瑤灣上通道、域多利道、沙宣道、薄扶林道、第三街、薄扶林道、沙宣道、域多利道、碧瑤灣下通道、域多利道及碧瑤灣上通道

實際營運上小巴往往直接於薄扶林道／般咸道交界處掉頭，不繞經第三街（灰底），且在掉頭期間不接載乘客

## 服務時間
28路
碧瑤灣開：
- 星期一至六，固定班次3班：08:30、08:45、09:00

星期日及公眾假期不提供服務
銅鑼灣開：
- 星期一至六，07:10-23:30，20分鐘一班
- 星期日及公眾假期：07:45-23:00，15分鐘一班

28路經山道天橋的特別班次
- 星期一至五，固定5班：07:20、07:30、07:45、08:00、08:15

星期六、日及公眾假期不提供服務
28M
| 服務時間                 | 班次（分鐘）           |
| 星期一至五，碧瑤灣上開   | 星期一至五，碧瑤灣上開 |
| ------------------------ | ---------------------- |
| 07:12-08:45              | 12-15                  |
| 08:45-15:45              | 30                     |
| 15:45-20:30              | 12-15                  |
| 星期六，碧瑤灣上開       |                        |
| 09:30-16:00              | 30                     |
| 星期日及公眾假期不設服務 |                        |

28S
碧瑤灣（上）開
- 星期一至六：06:20-22:25，15-20分鐘一班
- 星期日及公眾假期：07:00-22:15，15分鐘一班

## 收費
28路、28S
- 全程收費：$10.6
  - 碧瑤灣上往瑪麗醫院：$6.9
  - 碧瑤灣上往香港大學站：$7.9
  - 沙宣道往中環遮打道：$6.3
  - 沙宣道往銅鑼灣：$8.7
  - 蒲飛路往銅鑼灣：$6.9
  - 堅尼地道往銅鑼灣：$6.3
  - 皇后大道東往銅鑼灣：$2.6
- 下列分段收費只適用卡28路
  - 銅鑼灣往堅尼地道：$6.9
  - 堅尼地道往碧瑤灣：$8.7
  - 堅道往碧瑤灣：$6.3
  - 瑪麗醫院往碧瑤灣：$3.7
  - 碧瑤灣(下)往碧瑤灣(上)：$1.3

28M
- 全程收費：$7.9
  - 碧瑤灣(上)往瑪麗醫院：$6.9
  - 沙宣道往香港大學站：$6.3
  - 瑪麗醫院往碧瑤灣：$3.7
  - 碧瑤灣(下)往碧瑤灣(上)：$1.3

上述於2021年8月8日(星期日)調整

## 外部連結
- 小巴薈：港島區專線小巴28線 （页面存档备份，存于）
- 小巴薈：港島區專線小巴28M線 （页面存档备份，存于）
- 小巴薈：港島區專線小巴28S線 （页面存档备份，存于）